# Films américains sortis en 2019
Listes de films américains
- 2015
- 2016
- 2017
- 2018
- 2019
- 2020
- 2021
- 2022
- 2023

Principaux films américains sortis aux États-Unis en 2019.

## Films américains sortis en 2019 auxÉtats-Unis

### Janvier, février, mars
| Sortie        | Sortie | Titre          | Studio                                                          | Réalisateur            | Casting                                       | Genre                     | Réf. |
| ------------- | ------ | -------------- | --------------------------------------------------------------- | ---------------------- | --------------------------------------------- | ------------------------- | ---- |
| J A N V I E R | 18     | Glass          | Universal Pictures Blinding Edge Pictures Blumhouse Productions | M. Night Shyamalan     | James McAvoy, Samuel L. Jackson, Bruce Willis | thriller film fantastique |      |
| F E V R I E R |        |                |                                                                 |                        |                                               |                           |      |
| M A R S       | 8      | Captain Marvel | Marvel Studios                                                  | Anna Boden, Ryan Fleck | Brie Larson, Samuel L. Jackson                | film de super-héros       |      |

### Avril, mai, juin
| Sortie    | Sortie | Titre             | Studio                                                                                       | Réalisateur          | Casting                        | Genre                                              | Réf.  |
| --------- | ------ | ----------------- | -------------------------------------------------------------------------------------------- | -------------------- | ------------------------------ | -------------------------------------------------- | ----- |
| A V R I L | 5      | Shazam!           | DC Entertainment The Safran Company RatPac-Dune Entertainment New Line Cinema                | David F. Sandberg    | Zachary Levi                   | film de super-héros comédie dramatique fantastique | [ 1 ] |
| A V R I L | 12     | Hellboy           | Campbell Grobman Films Dark Horse Entertainment Lawrence Gordon Productions Millennium Films | Neil Marshall        | David Harbour, Milla Jovovich  | film de super-héros action fantastique             | [ 2 ] |
| A V R I L | 26     | Avengers: Endgame | Marvel Studios                                                                               | Anthony et Joe Russo | Robert Downey Jr., Chris Evans | film de super-héros                                | [ 3 ] |
| M A I     | 31     | Rocketman         | Marv Films Rocket Pictures                                                                   | Dexter Fletcher      | Taron Egerton                  | Film biographique                                  |       |
| J U I N   |        |                   |                                                                                              |                      |                                |                                                    |       |

### Juillet, août, septembre
| Sortie            | Sortie | Titre                            | Studio                                                        | Réalisateur       | Casting                                     | Genre               | Réf. |
| ----------------- | ------ | -------------------------------- | ------------------------------------------------------------- | ----------------- | ------------------------------------------- | ------------------- | ---- |
| J U I L E T       | 2      | Spider-Man: Far From Home        | Columbia Pictures Marvel Studios                              | Jon Watts         | Tom Holland                                 | film de super-héros |      |
| J U I L E T       | 26     | Once Upon a Time... in Hollywood | Columbia Pictures Polybona Films Heyday Films                 | Quentin Tarantino | Leonardo DiCaprio, Brad Pitt, Margot Robbie | Comédie dramatique  |      |
| A O Û T           |        |                                  |                                                               |                   |                                             |                     |      |
| S E P T E M B R E | 20     | Ad Astra                         | 20th Century Studios Plan B Entertainment Regency Enterprises | James Gray        | Brad Pitt, Tommy Lee Jones                  | Science-fiction     |      |

### Octobre, novembre, décembre
| Sortie          | Sortie | Titre                                            | Studio                                               | Réalisateur   | Casting                                | Genre              | Réf. |
| --------------- | ------ | ------------------------------------------------ | ---------------------------------------------------- | ------------- | -------------------------------------- | ------------------ | ---- |
| O C T O B R E   |        |                                                  |                                                      |               |                                        |                    |      |
| N O V E M B R E | 15     | Le Mans 66                                       | Chernin Entertainment                                | James Mangold | Matt Damon, Christian Bale             | Film biographique  |      |
| D É C E M B R E | 13     | Jumanji: Next Level                              | Sony Pictures Entertainment                          | Jake Kasdan   | Dwayne Johnson                         | Cinéma fantastique |      |
| D É C E M B R E | 20     | Star Wars, épisode IX : L'Ascension de Skywalker | Lucasfilm Bad Robot Productions Walt Disney Pictures | J. J. Abrams  | Daisy Ridley, Adam Driver, John Boyega | Science-fiction    |      |